# Heroneiland
Heroneiland (Engels: Heron Island) is een koraaleiland in Australië dat tot de deelstaat Queensland behoort. Het is vernoemd naar de oostelijke rifreigers die er voorkomen. Het eiland is 16 ha groot en omgeven door koraalriffen.
Het eiland ligt voor de kust van Queensland, tegenover Gladstone.
Heroneiland ligt in het Groot Barrièrerif binnen het Nationaal Park Capricornia Cays. Rond het eiland werden 900 soorten vissen geteld. Het eiland is een nestplaats voor de soepschildpad en de onechte karetschildpad. Het eiland is belangrijk als stopplaats voor trekvogels. Op het eiland komen oostelijke rifreigers en witbuikzeearenden voor.